# Marcel Granet
Pour les articles homonymes, voir Granet.
Marcel Granet, né le 29 février 1884 à Luc-en-Diois dans la Drôme, mort le 25 novembre 1940 à Sceaux dans le département de la Seine, (actuellement Hauts-de-Seine), est un sinologue français spécialiste de la Chine ancienne.
Ancien élève de l'École normale supérieure et agrégé d'histoire, il fut professeur à l'École pratique des hautes études et à partir de 1925 à l'École nationale des langues orientales vivantes. Il cofonda en 1921 l'Institut des hautes études chinoises.
Élève d’Émile Durkheim et d’Édouard Chavannes, il est le premier en France à avoir appliqué les méthodes de la sociologie à l’étude de la Chine ancienne.

## Biographie
Après des études secondaires à Aix-en-Provence puis au lycée Louis-le-Grand à Paris, il entre à l’École normale. Cet établissement ayant été réuni à la Sorbonne l’année précédente, il a l’occasion de suivre le cours que Durkheim y donne. En 1905, il rejoint un groupe d’études socialistes comprenant parmi ses membres Marcel Mauss, Louis Gernet et Maurice Halbwachs. Après son agrégation d'histoire en 1907, il est nommé au lycée de Bastia. 
En 1908, il devient boursier de la Fondation Thiers afin d’étudier le féodalisme. Il envisage de le faire dans le cadre du Japon, et consulte, en l’absence de spécialiste de ce pays, le sinologue Édouard Chavannes. Ce dernier lui conseille d’entamer l’étude du chinois pour faciliter ses recherches ultérieures sur le Japon. 
Après trois ans, en 1911, il quitte la fondation pour poursuivre l’étude des classiques chinois à Pékin. Il y rencontre André Yacinthe Rocquette dit André d'Hormon, très grand spécialiste de la Chine. En 1912, il fait parvenir à Édouard Chavannes « Coutumes matrimoniales de la Chine antique » sur demande de ce dernier. Chavannes soumet le texte pour publication dans le T'oung Pao, une grande revue sinologique. En mars de cette année, Granet est pris au milieu de la révolution chinoise, qui renverse la dynastie Qing.
De retour en France en 1913, il enseigne dans les lycées de Marseille et Montpellier, puis devient en décembre directeur d’études pour les religions d’Extrême-Orient à l’École Pratique des Hautes Études, en remplacement de Chavannes qui vient de démissionner.
Il participe à la Première guerre mondiale et reçoit la croix de guerre. Après un bref séjour en Chine entre 1918 et 1919, et son mariage avec Marie Terrien, professeur de lycée, en 1919, il reprend sa carrière universitaire et obtient son doctorat en 1920. Il participe au groupe comprenant entre autres Henri Hubert, Henri et Lucien Lévy-Bruhl, et Marcel Mauss, qui tente de ressusciter L'Année sociologique. 
En 1925, il est nommé professeur de géographie, histoire et institutions d’Extrême-Orient à École nationale des Langues orientales vivantes. En 1926, il cofonde l’Institut des Hautes Études chinoises, dont il devient administrateur et où il enseigne la langue et la civilisation chinoises. 
En 1940, Marcel Mauss démissionne de son poste de directeur de la Ve section de l’École pratique des Hautes Études, car il craint que son origine juive ne nuise aux intérêts de l’établissement. Granet le remplace mais meurt un mois plus tard.

## Œuvres

### Œuvres principales
- Fêtes et chansons anciennes de la Chine (1919), Paris, Albin Michel, 1982.
- La Religion des Chinois (1922), Paris, Albin Michel, 2010.
- Danses et légendes de la Chine ancienne, Paris, 1926.
- La Civilisation chinoise. La vie publique et la vie privée (1929), Paris, Albin Michel, 1998.
- La Pensée chinoise (1934), Paris, Albin Michel, 1999.
- La Féodalité chinoise, 1952.

### Autres
- Contre l’alcoolisme, un programme socialiste, 1911
- La Polygynie sororale et sororat dans la Chine féodale, 1920
- Quelques particularités de la langue et de la pensée chinoises, 1920
- “La vie et la mort. Croyances et doctrines de l’antiquité chinoise”
- “Le dépôt de l’enfant sur le sol, Rites anciens et ordalies mythiques”, 1922
- “Le langage de la douleur, d’après le rituel funéraire de la Chine classique”, 1922
- “Remarques sur le Taoïsme ancien”, 1925
- “L’esprit de la religion chinoise”, 1929
- “La droite et la gauche en Chine”, 1933
- Études sociologiques sur la Chine, Paris, 1953.

## Divers
Il compte parmi ses élèves Itsuo Tsuda.